# 텔레시네

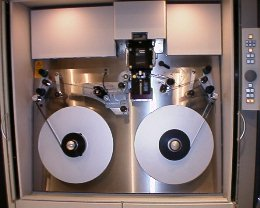
SDC-2000 스피리트 데이터시네 필름 데크

텔레시네(telecine)는 움직이는 영상 필름스트립을 비디오로 변환하는 과정이다. 이 용어는 후반 작업 과정에 쓰이는 장비를 가리키기도 한다. 텔레시네는 필름 스톡 상에 촬영된 동적인 영상을 텔레비전 수상기, 비디오 카세트 레코더(VCR), DVD, 블루레이 디스크, 컴퓨터와 같은 표준 비디오 장비로 볼 수 있게 한다. 영화 산업에 종사하는 영화 프로듀서, 텔레비전 프로듀서, 영화 배급사가 상품을 출시하면 프로듀서들이 비디오 생산 장비를 이용하여 영화 제작 프로젝트를 완수할 수 있게 된다. 영화 산업에서는 TK로 줄여 말하기도 하는데, TC의 경우 타임코드를 이미 뜻하기 때문이다.

## 역사
대중적인 방송 텔레비전의 출현과 함께 프로듀서들은 생방송 프로그래밍 이상의 무언가가 필요하다는 것을 깨달았다. 필름 기원의 물질로 회귀함으로써 여러 시간대에 방영 가능한 필름에 녹화된 텔레비전 프로그래밍뿐 아니라 영화를 위해 만들어진 풍분한 양의 필름에 대해 접근하려고 했다. 그러나 영화(일반적으로 초당 24프레임)와 텔레비전(초당 30 또는 인터레이스 시 초당 25 프레임)의 프레임 차이로 인해 영화를 텔레비전 카메라로 재생하면 깜박임이 발생하게 되었다. 이로 말미암아 텔레시네라고 하는 과정이 탄생하게 되었다.

## 같이 보기
- 이미지 스캐너